# Michaił Sławucki
Michaił Michajłowicz Sławucki (ros. Михаи́л Миха́йлович Славу́цкий, ur. 1898 w Krzemieńczuku, zm. 1939) – radziecki dyplomata.
Studiował w Instytucie Politechnicznym, członek WKP(b), od 1920 wicekonsul Generalnego Konsulatu RFSRR w Heracie (Afganistan), do 1921 p.o. konsula generalnego RFSRR w Heracie. 1921-1923 referent i pomocnik kierownika Wydziału Bliskiego Wschodu Ludowego Komisariatu Spraw Zagranicznych RFSRR, 1923-1924 konsul generalny ZSRR w Tebrizie, 1924-1927 I sekretarz Ambasady ZSRR w Iranie. W 1925 chargé d'affaires ZSRR w Iranie, 1928-1929 pomocnik szefa Wydziału Środkowego Wschodu Ludowego Komisariatu Spraw Zagranicznych ZSRR, 1930-1931 pełnomocnik Ludowego Komisariatu Spraw Zagranicznych ZSRR w Taszkencie, od 1931 konsul generalny ZSRR w Harbinie (Chiny), od 22 lipca 1937 do 21 września 1939 ambasador ZSRR w Japonii.